# わがまま 気のまま 愛のジョーク/愛の軍団
『わがまま 気のまま 愛のジョーク/愛の軍団』（わがまま きのまま あいのジョーク/あいのぐんだん、英題：Selfish,easy going, Jokes of love / "GUNDAN" of the love）は、モーニング娘。の54枚目のシングル。2013年8月28日に発売された。

## 背景
前作から約4か月ぶりのシングル。
モーニング娘。は卒業と加入が繰り返し行われてきたグループで、2013年5月21日に第6期メンバーの田中れいなが卒業。本シングルは、田中卒業後の10人体制での初のシングル。2014年1月1日より、「モーニング娘。」の後に西暦を付して「モーニング娘。'○○」（○○は西暦の下2桁）の様に表記されたため（例：『モーニング娘。'14』）、無印としてのモーニング娘。名義として最後のシングルとなった。
前3作同様、本作もA面両曲ともオリジナル・アルバム未収録。約1ヶ月後に発売された『The Best!〜Updated モーニング娘。〜』には「わがまま 気のまま 愛のジョーク」のみ収録され、「愛の軍団」は2019年に発売された『ベスト!モーニング娘。20th Anniversary』（初回限定盤B）でアルバム初収録。

## 音楽性・振付
「わがまま 気のまま 愛のジョーク」サビでは、イモ欽トリオの楽曲「ハイスクールララバイ」をオマージュした平手打ちの振付がある。
「愛の軍団」のイントロで、道重さゆみの声のエフェクトボイスが使用されている。

## リリース
2013年7月17日、ハロー!プロジェクトのYouTubeオリジナル番組「ハロ!ステ」内で、同年8月28日、両A面シングル「わがまま 気のまま 愛のジョーク/愛の軍団」が発売されることが発表された。
初回生産限定盤A・B・C・D・E・通常盤A・Bの7形態で発売。
初回生産限定盤A・B・CはDVD同梱。
初回生産限定盤A・B・C・D・Eにイベント抽選シリアルナンバーカードが封入。

## プロモーション
2013年8月12日より各地で握手会イベントが行われ、前々作「Help me!!」から開始した全国47都道府県握手会キャンペーンが8月19日に47都道府県すべてに達した。また、個別握手会・個別チェキ会も行われる。
発売日2013年8月28日、東京・池袋サンシャインシティ噴水広場で開催した発売記念イベントに約2000人の観客が集まる。
イベント以外では、「私たちが、今のモーニング娘。です。さあ、いこうか。」のコピーで渋谷など都内各所に看板広告を展開。
50作目「One・Two・Three/The 摩天楼ショー」から毎回開設する特設サイト『モーニング娘。「わがまま 気のまま 愛のジョーク/愛の軍団」モーニング娘。愛のサイト』では、モーニング娘。の歴史、都内各所に掲出した広告看板のマップ、YouTube動画「1/娘。ムービー」を掲載。
テレビ番組では、2013年8月23日、約6年ぶりにミュージックステーションに単独出演。「ハッピーサマーウェディング」「わがまま 気のまま 愛のジョーク」をメドレーで披露。

## 規格品番

### 初回生産限定盤A
- CD：EPCE-5974
- DVD：EPCE-5975

### 初回生産限定盤B
- CD：EPCE-5976
- DVD：EPCE-5977

### 初回生産限定盤C
- CD：EPCE-5978
- DVD：EPCE-5979

### 初回生産限定盤D
- EPCE-5980

### 初回生産限定盤E
- EPCE-5981

### 通常盤A
- EPCE-5982

### 通常盤B
- EPCE-5983

## チャート成績
52枚目のシングル「Help me!!」・53枚目のシングル「ブレインストーミング/君さえ居れば何も要らない」は、オリコンCDシングル週間ランキングで2作連続1位を獲得しており、本シングルでは3作連続1位を目標としていた。
発売初日のオリコンCDシングルデイリーランキングでは、約9.6万枚を売上、1位獲得。。
2013年9月9日付週間ランキングでも約14.4万枚を売上、初登場1位を獲得。
3作連続1位という目標を達成。モーニング娘。にとって約11年半ぶり。
2013年の年間1位獲得作品が3作となり、これはモーニング娘。にとって初。
2013年度のCDシングル年間ランキングでは、41位となり2002年以来約11年ぶりに50位以内にランクイン。

## ミュージック・ビデオ
2013年7月24日、「愛の軍団」のミュージック・ビデオの「Dance Shot Ver.」が「ハロ!ステ」で初公開された。その後、8月2日にYouTubeで「わがまま 気のまま 愛のジョーク」「愛の軍団」両曲のミュージック・ビデオが公開された。

## 収録曲
※全作詞・作曲：つんく

### 初回生産限定盤A・B・C
1. わがまま 気のまま 愛のジョーク
編曲：大久保薫
2. 愛の軍団
編曲：大久保薫
3. 負ける気しない 今夜の勝負
編曲：江上浩太郎[8]
4. わがまま 気のまま 愛のジョーク（Instrumental）
5. 愛の軍団（Instrumental）

初回生産限定盤A付属DVD
1. わがまま 気のまま 愛のジョーク（Music Video）
2. わがまま 気のまま 愛のジョーク（Dance Shot Ver.）

初回生産限定盤B付属DVD
1. 愛の軍団（Music Video）
2. 愛の軍団（Dance Shot Ver.）

初回生産限定盤C付属DVD
1. わがまま 気のまま 愛のジョーク（Close-up Ver.）
2. 愛の軍団（Close-up Ver.）
3. 「わがまま 気のまま 愛のジョーク/愛の軍団」メイキング映像

### 初回生産限定盤D、通常盤A
1. わがまま 気のまま 愛のジョーク
2. 愛の軍団
3. 坊や
編曲：大久保薫 [8]
歌：道重さゆみ・譜久村聖・飯窪春菜・佐藤優樹・工藤遥
4. わがまま 気のまま 愛のジョーク（Instrumental）
5. 愛の軍団（Instrumental）

### 初回生産限定盤E、通常盤B
1. わがまま 気のまま 愛のジョーク
2. 愛の軍団
3. ふんわり恋人一年生
編曲：AKIRA[8]
歌：生田衣梨奈・鞘師里保・鈴木香音・石田亜佑美・小田さくら
4. わがまま 気のまま 愛のジョーク（Instrumental）
5. 愛の軍団（Instrumental）

## 参加メンバー
- 6期：道重さゆみ
- 9期：譜久村聖、生田衣梨奈、鞘師里保、鈴木香音
- 10期：飯窪春菜、石田亜佑美、佐藤優樹、工藤遥
- 11期：小田さくら

## 参加ミュージシャン
- 大久保薫 - キーボード&プログラミング(1,2,初D通A3)
- 鎌田浩二 - ギター(1)
- 道重さゆみ - コーラス(1,2,初ABC3,初D通A3)
- 鞘師里保 - コーラス(1,2,初ABC3,初E通B)
- CHINO - コーラス(1,2)
- 江上浩太郎 - プログラミング(初ABC3)
- AKIRA - プログラミング、コーラス(初E通B)
- U.M.E.D.Y. - ラップ(初E通B)

## 収録アルバム
- The Best!〜Updated モーニング娘。〜（1）
- ベスト! モーニング娘。20th Anniversary（1・2）
- モーニング娘。ベストセレクション 〜The 25周年〜（1<23 Ver.>）